# Ladies Tour of Norway
Il Ladies Tour of Norway (it. Giro di Norvegia femminile) è stata una corsa a tappe femminile di ciclismo su strada che si svolgeva in Norvegia. Inclusa nel Calendario internazionale UCI a partire dal 2014 con categoria 2.2, dal 2017 al 2021 ha invece fatto parte dell'UCI Women's World Tour. L'edizione 2020, non venne svolta a causa della pandemia di COVID-19.
Dal 2022, l'evento è stato sostituito dal Tour of Scandinavia, una corsa a tappe di più giorni che si svolgeva in Norvegia, Svezia e Danimarca. Tuttavia, il Tour of Scandinavia è durato solamente due edizioni prima di essere cancellato, a causa della mancanza di interesse da parte degli sponsor e delle emittenti ospitanti.

## Albo d'oro
Aggiornato all'edizione 2021.
| Anno | Vincitrice                                       | Seconda                                          | Terza                                            |
| ---- | ------------------------------------------------ | ------------------------------------------------ | ------------------------------------------------ |
| 2014 | Anna van der Breggen                             | Marianne Vos                                     | Katarzyna Niewiadoma                             |
| 2015 | Megan Guarnier                                   | Shelley Olds                                     | Amanda Spratt                                    |
| 2016 | Lucinda Brand                                    | Thalita De Jong                                  | Anouska Koster                                   |
| 2017 | Marianne Vos                                     | Megan Guarnier                                   | Ellen van Dijk                                   |
| 2018 | Marianne Vos                                     | Emilia Fahlin                                    | Coryn Rivera                                     |
| 2019 | Marianne Vos                                     | Coryn Rivera                                     | Leah Kirchmann                                   |
| 2020 | non disputata a causa della pandemia di COVID-19 | non disputata a causa della pandemia di COVID-19 | non disputata a causa della pandemia di COVID-19 |
| 2021 | Annemiek van Vleuten                             | Ashleigh Moolman                                 | Kristen Faulkner                                 |

## Statistiche

### Vittorie per nazione
Aggiornato all'edizione 2021.
| Pos. | Paese       | Vittorie |
| ---- | ----------- | -------- |
| 1    | Paesi Bassi | 6        |
| 2    | Stati Uniti | 1        |